# Badgasse (Garmisch-Partenkirchen)

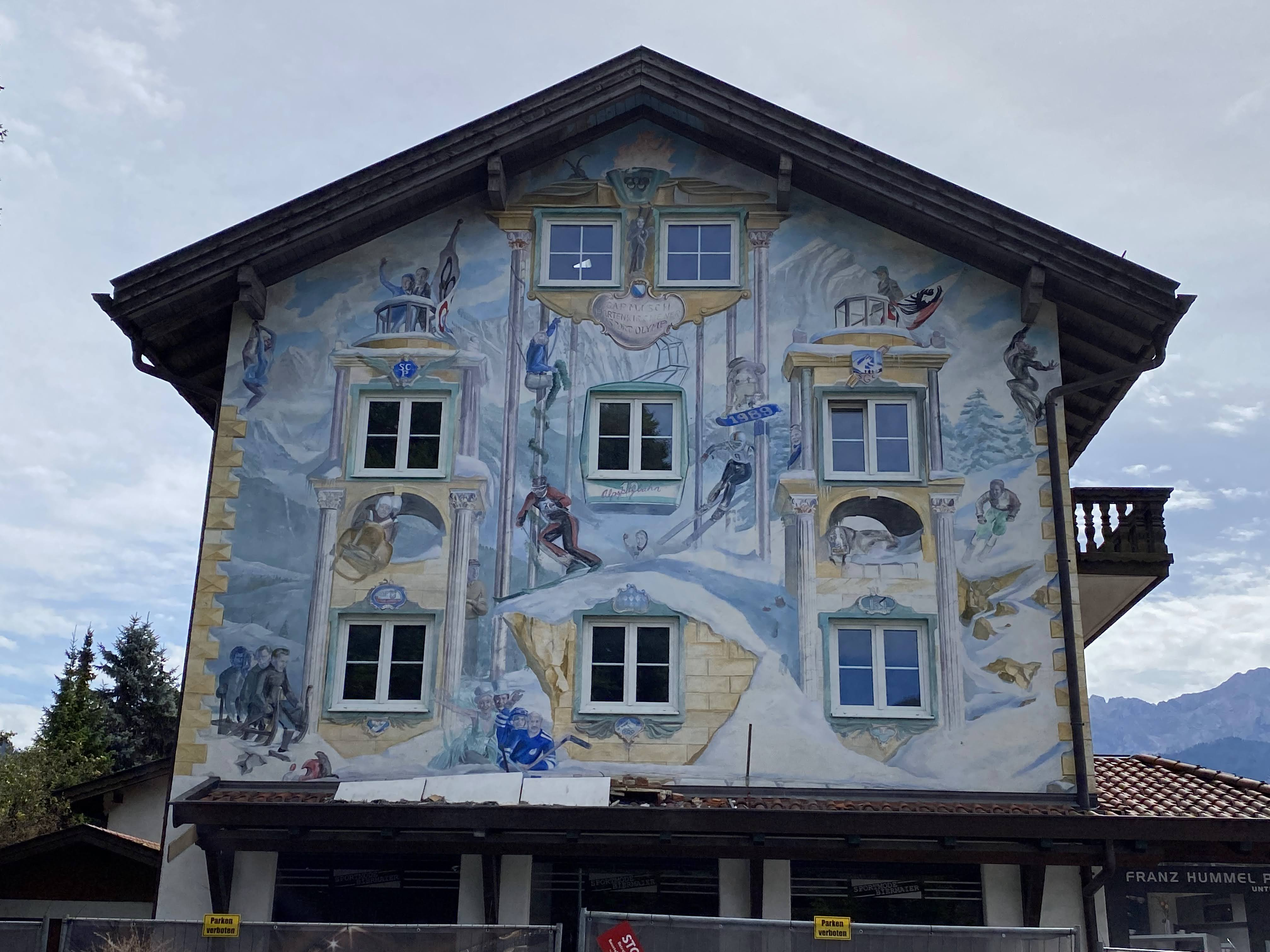
Eine Fassade in der Badgasse

Die Badgasse in Partenkirchen ist eine Straße im historischen Ortsteil im oberbayerischen Markt Garmisch-Partenkirchen. Der südwestliche Teil der Badgasse ist auf Basis des Denkmalschutzgesetzes vom 1. Oktober 1973 ein Ensemble, die Aktennummer lautet E-1-80-117-1.

## Beschreibung
Den bogenförmigen Verlauf der Gasse bestimmte der früher an ihrem Rand fließenden Kankerbach. Die Bachschleife wurde 1900 begradigt. Der südwestliche Teil der Badgasse ist als Ensemble denkmalgeschützt. Der Bereich ist meist mit ehemaligen Bauern- und Gerberhäusern locker bebaut. Die Gebäude sind mehrheitlich giebelständig und besitzen fast alle Flachsatteldächern. Der Straßenraum musste nach einem Flächenbrand 1821 weitgehend neu bebaut werden. An der Stelle von Nr. 12 stand früher das Haus zum Sam, dessen Besitzer ein Badehaus betrieben. Von diesem Gebäude leitet sich der Name der Gasse ab. Das ehemalige Bauernhaus Nr. 7, zum Peigerle, ist ein charakteristischer Werdenfelser Mittertennbau und bildet im Norden einen städtebaulich wirkungsvollen Zugang zur Badgasse. Von besonderer Bedeutung ist die Gruppe des Beerweinhauses Nr. 14 mit seinem reichen Zierbundgiebel und Bemalung von Heinrich Bickel sowie des altertümlichen ehemaligen Bauernhof beim Gerbermann mit Werdenfelser Mittertenne.